# BlackBerry PlayBook OS
BlackBerry Playbook OS是基于QNX Neutrino 实时操作系统的新型操作系统，据报道可以运行为Google的Android系统开发的应用程序。  第一款运行此系统的设备将是BlackBerry PlayBook平板电脑。
微內核設計用於分佈式處理，与整块性核心架构如Linux相比，減少了散熱和能源使用。鎖定軟件任務到指定核心，由操作系統的單一副本控制，讓所有的資源動態分配并在應用程序之間共享。在應用程序的初始化时，由系統設計者決定的設定強制指定应用的所有线程僅运行在指定的核心，從而降低了處理器間通信開銷并保持總線整洁。這種方法介于對稱多處理和非對稱多處理之間。

## 版本歷史

### 版本1.0.1
- 瀏覽器主頁書籤
- 提供顯示文本的能力

### 版本1.0.3
- 連接能力
- 文檔編輯
- 黑莓通訊功能

### 版本1.0.5
- Facebook應用程序中改進的功能。
  - 視頻上傳直接從相機或媒體文件夾和專輯選擇的媒體上傳
- 改進的搜索，新聞提要和頁面功能
- 消息刪除
- 數學運算的快速計算
- 註冊選項和幫助中心的功能
- 在應用程序內支付的支持，讓購買的遊戲雜誌/報紙或最新版本的新水平
- 附加語言支持大多數歐盟國家
- 電源管理和充電改進，包括同時斷電充電
- 改進了WiFi熱點檢測
- Adobe Flash Player的安全修補程序
- 更容易下載和保存圖片

### 版本1.0.6
- Adobe Flash 10.3更新
- Adobe AIR 2.7更新

### 版本1.0.7
- 改進的連接性和生產力與BlackBerry Bridge應用程序許多強大的功能
- 增強的保存附件支持
- ZIP支持
- 黑莓智能手機和黑莓PlayBook之間配對
- 更快的連接
- 多媒體功能
- 其他語言支持
- 改進Wi-Fi
- 飛航模式
- 允許軟件更新
- Flash10.3和Adobe AIR的安全補丁
- 運行黑莓手機創建應用程序[6]

### 版本1.0.8
- Adobe Flash 11.1更新
- Adobe AIR 3.1更新
- 的時區在拉丁美洲，澳大利亞和中美洲地區的夏令時更新
- 藍牙和Wi-Fi軟件更新，以幫助改善連通性
- 修正問題

### 2.0 （測試版）
- 支持Android 2.3的應用程序
- 支持Android的啟動器

### 版本2.0
- 原生電子郵件
- 本地日曆
- 原生聯繫人應用程序
- 支持Android 2.3的應用程序
- 重新設計的視頻聊天應用程序

### 版本2.0.1
- 瀏覽器增強功能
- 改進Android應用程序
- 優化視頻聊天

### 2.1.0 （測試版）
- 改進HTML5支持
- 電子郵件、日曆和聯繫人支持肖像
- 改進的文件夾支持包括IMAP文件夾支持
- 全設備加密
- 截圖保存在無損PNG格式
- 每個Android應用程序現在將在它自己的窗口中運行
- 訪問攝像頭硬件的Android應用程序
- 在應用內付款通過BlackBerry支付的SDK

### 版本2.1.0
- 連接到PlayBook撰寫新短信
- 列印跨越

### 10.0 （取消）
海因斯解釋BB10需要2GB的內存，而且，由於Playbook的設計，這是不切合實際的更換或升級內存。